# El Camino (zespół muzyczny)
El Camino – polski zespół muzyczny założony w 2010 roku, wykonujący muzykę łączącą pop, gospel i jazz.
Zespół zadebiutował podczas Dnia Papieskiego. Debiutancka płyta "Bliżej" ukazała się we wrześniu 2011 roku. W marcu 2014 swoją premierę miała płyta "Miłość Niepojęta" – muzyczna droga krzyżowa.

## Historia
Zespół utworzyli w 2010 roku instrumentaliści: Mariusz Kozicki, Marcin Malinowski i Marlena Paśnicka. Zespół wystąpił m.in. na Uwielbienie na Pradze, Koncert Debiuty czy Festiwalu Chrześcijańskie Granie w Warszawie. Utwór "Zanim" w 2016 roku znalazł się na 1. miejscu na liście Złota 10 Radia Warszawa. W roku 2017 zespół gra nowy projekt Popiełuszko – Litania Wolności. Jesienią 2017 zespół rusza w trasę koncertową w okrojonym składzie. Trio złożone z wokalistki Małgorzaty Paśnickiej, pianisty Włodzimierza Tyla oraz trębacza lidera zespołu Mariusza Kozickiego wykona najbardziej znane utwory z ostatnich dwóch płyt.

## Skład zespołu
- Mariusz Kozicki[11] – trąbka
- Marlena Boryń – śpiew
- Małgorzata Paśnicka – śpiew
- Włodzimierz Tyl – pianino, instrumenty klawiszowe
- Mateusz Głowala – gitara elektryczna
- Marek Wielgosz – gitara elektryczna
- Jakub Zawadziło – perkusja

## Dyskografia
- 2011: "Bliżej"
- 2014: "Miłość Niepojęta"

## Nagrody
- 2010: III miejsce na Festiwal Hosanna w Siedlcach[12]